# Neodon linzhiensis
Neodon linzhiensis — вид гризунів родини Cricetidae. Це ендемік гірських районів південного Китаю. Був знайдений у сільськогосподарських угіддях на території заповідника.

## Морфологічна характеристика
Вид досягає довжини голови і тіла від 92 до 115 мм, довжини хвоста від 24 до 39 мм і ваги від 26 до 48 г. Довжина задніх лап становить 16–20 мм, а довжина вух – 12–15 мм. Чорно-буре хутро на верхній стороні переходить у чорно-сіру нижню сторону тіла. Крім того, хвіст розділений на чорно-коричневу верхню частину та світло-сіру нижню. Самиці мають вісім сосків. Є як чорні, так і білі вібриси. Вони мають довжину від 7 до 28 мм.